# Nyl Yakura
Nyl Yakura (Scarborough, 14 de febrero de 1993) es un deportista canadiense que compite en bádminton. Ganó tres medallas en los Juegos Panamericanos, en los años 2019 y 2023.

## Palmarés internacional
| Juegos Panamericanos | Juegos Panamericanos | Juegos Panamericanos | Juegos Panamericanos |
| Año                  | Lugar                | Medalla              | Prueba               |
| -------------------- | -------------------- | -------------------- | -------------------- |
| 2019                 | Lima (Perú)          | Medalla de oro       | Dobles               |
| 2019                 | Lima (Perú)          | Medalla de plata     | Dobles mixto         |
| 2023                 | Santiago (Chile)     | Medalla de oro       | Dobles               |